# Baltasar Limpo
Baltasar Limpo (Moura, fim do séc. XV – 1558) foi bispo do Porto e arcebispo de Braga. Natural da vila de Moura, aí professou no convento da Ordem do Carmo, em 1494. Entre 1521 e 1530 foi lente da cátedra de teologia na Universidade de Lisboa. Participou no Concílio de Trento. Em 1537 foi nomeado bispo do Porto. Foi arcebispo de Braga de 1550 a 1558.
Era conhecido pelas suas ligações à Inquisição e foi promotor de dois terríficos autos-da-fé celebrados no Porto, nos primórdios daquele tribunal, assim como, em Braga onde influenciou que esta entidade mandasse para a prisão 23 importantes mercadores. 